# 伊夫-弗朗索瓦·布朗谢
伊夫-弗朗索瓦·布朗謝 MP（發音：[iv fʁɑ̃swa blɑ̃ʃɛ]；1965年4月16日—），加拿大政治人物，現任魁人政團黨魁，2019年起擔任國會眾議院議員，代表魁北克省的貝勒伊—尚布利選區。在此之前他曾活躍於魁北克省級政壇，2008年-14年間以魁人黨黨員身份出任魁北克省議會議員，先後代表德拉蒙選區和約翰遜選區，期間曾於2012年-14年間出任省內閣部長。

## 生平

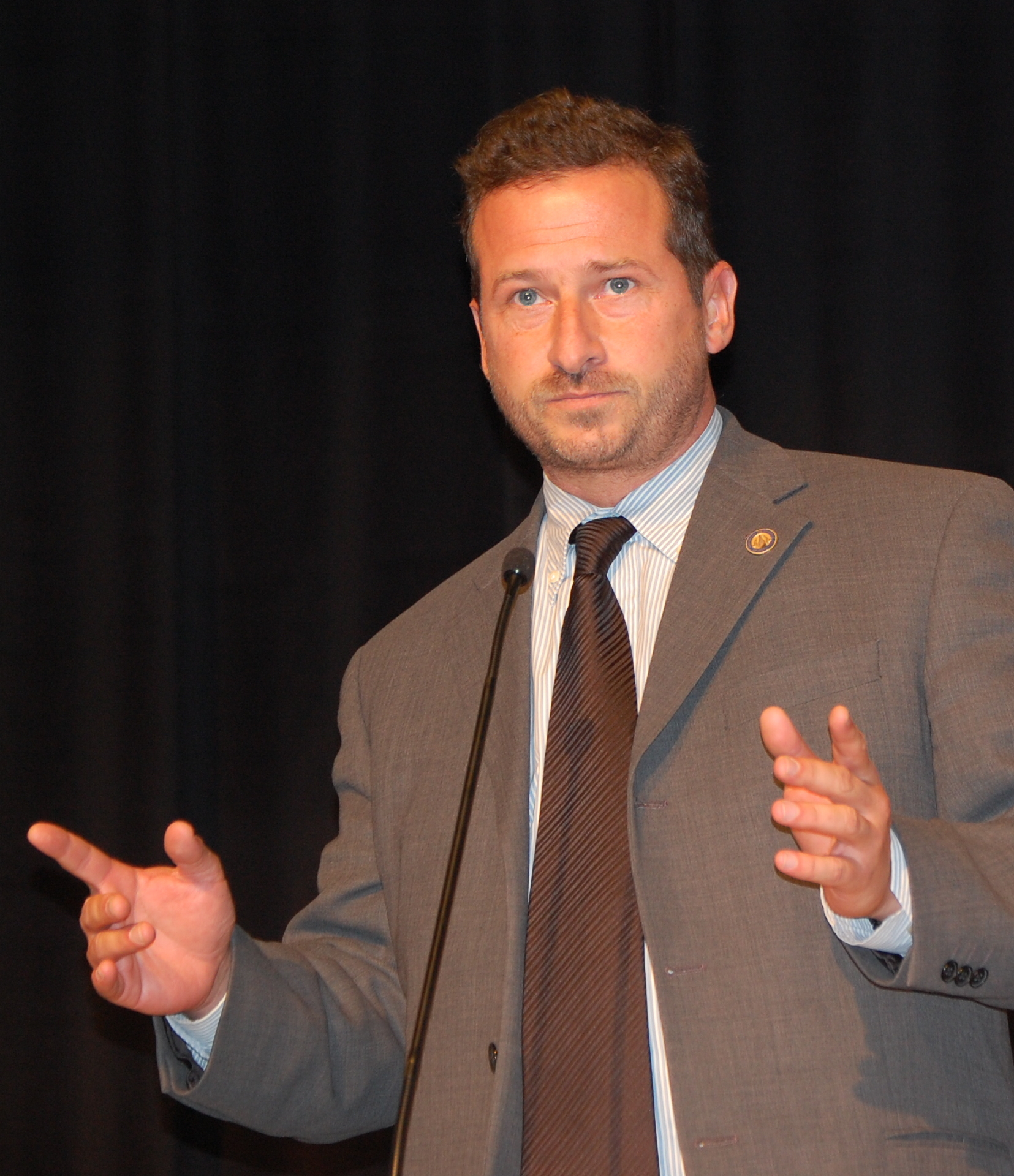
2009年的布朗謝

布朗謝於魁北克省德拉蒙市出生，父親在加拿大貝爾公司任職技工，母親則任職護士。他於蒙特婁大學修讀歷史和人文學，1987年從該校取得學士學位。他曾表示主張魁北克獨立的魁人黨創辦人瑞內·勒維克對他影響深遠，而他從大學畢業後亦涉足該黨，1987年-88年間出任魁人黨青年團的地區主席，1988年-89年間則為該黨的青年委員會成員。他於1990年創辦藝人及娛樂管理公司YFB，並擔任該公司總裁至2008年。他亦曾於2003年-06年間出任魁北克唱片、演唱會及影像業協會主席。
他於2008年魁北克省選中代表魁人黨競逐德拉蒙選區（Drummond）議席，成功當選並首度晉身魁北克省議會。德拉蒙選區廢除後，布朗謝於2012年省選改為競逐約翰遜選區（Johnson）並成功連任。魁人黨在該屆省選贏取少數政府上台執政，布朗謝從同年9月起出任執政黨黨鞭，同年12月則獲黨魁和省長馬華委入內閣，出任可持續發展、環境、野生動物及公園部長。布朗謝於2014年省選在約翰遜選區尋求連任，但敗於魁北克未來聯盟（CAQ）候選人。他敗選後在省內數處任職媒體工作，並不時亮相加拿大廣播公司法語電視點評時事。

### 魁人政團黨魁

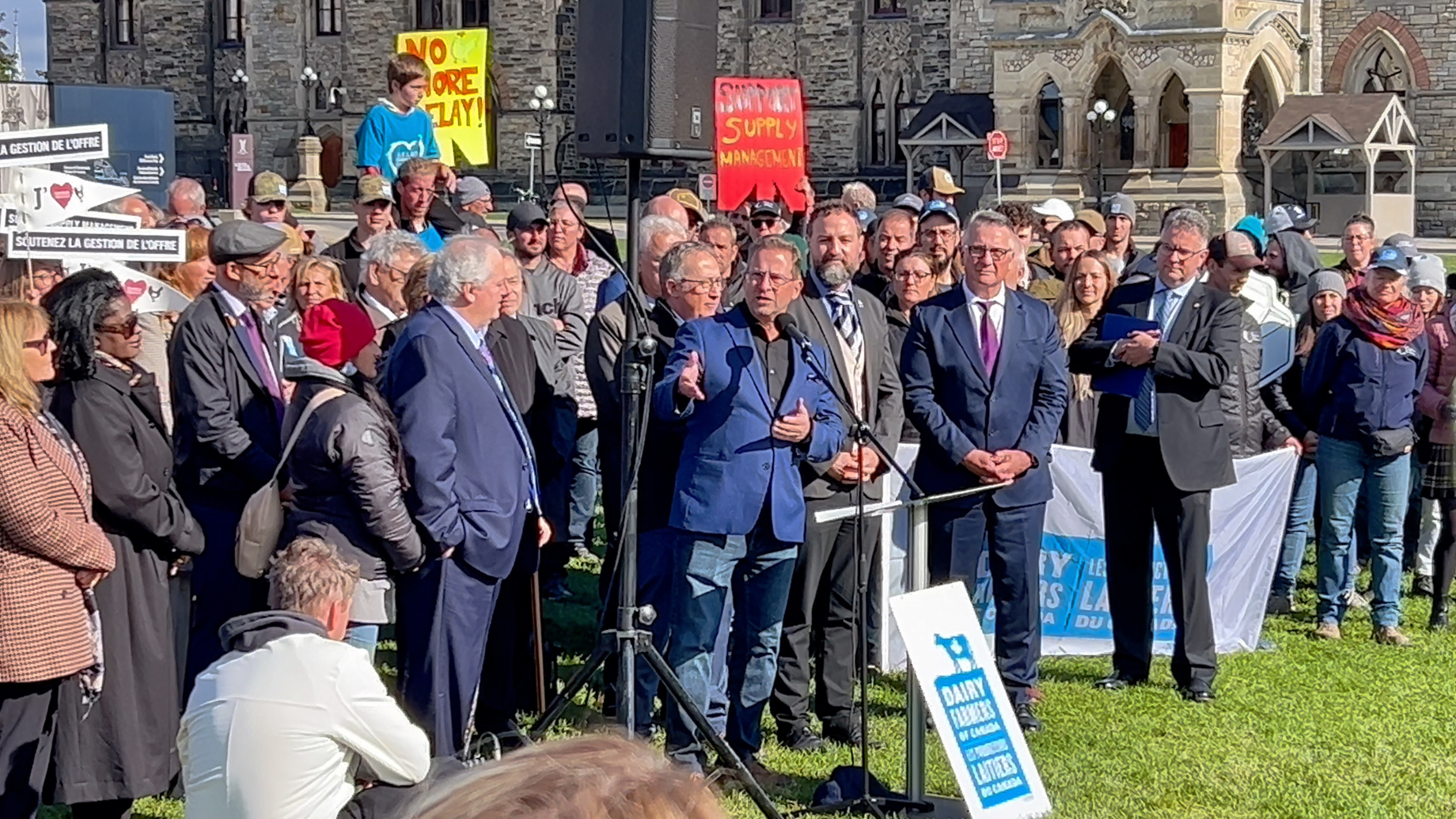
布朗謝在新聞發布會上支持供應管理法案C-282

他未有競逐2018年魁北克省選；魁人黨在該屆省選只贏取10席並淪為省議會第三大黨。另一方面，聯邦層面的魁人政團亦只於2015年聯邦大選贏取10個國會眾議院議席，並面臨黨內紛爭。在此背景下，布朗謝於2018年11月26日宣布競逐魁人政團的黨魁職位，並謂他參選是希望能讓魁北克主權運動得以復甦。此外，魁北克執政黨CAQ的政綱偏向魁北克民族主義，包括引入第21號法案，禁止公務員在上班時佩戴帶有宗教色彩的飾物。此舉雖獲多數魁北克民眾支持，但在魁北克內外皆有反對聲音，支持者遂有恐聯邦政府會介入此項或其他類似議題。布朗謝表示參選魁人政團黨魁的另一原因是避免魁北克民眾的民主決策受到魁北克以外勢力掣肘。
黨魁選舉提名於2019年1月15日結束，沒有其他報名人士的申請合乎所有規定，布朗謝遂在無競爭對手的情況下於同月17日自動當選魁人政團黨魁。2019年聯邦大選競選期間他把魁人政團與支持度不俗的省執政黨CAQ掛鈎，甚少提及魁獨議題但重申該黨將於聯邦層面捍衛魁北克利益。他又表示魁人政團全面支持第21號法案，並要求聯邦政府不要挑戰該法案的合憲性。魁人政團在魁北克的支持度因此急升，布朗謝亦最終帶領魁人政團在該屆大選贏取32個國會眾議院議席，取回眾議院正式政黨地位之餘（門檻為12席）更成為眾議院第三大黨。布朗謝本人亦於貝勒伊—尚布利選區告捷，首度晉身眾議院。
在2021年聯邦大選中，布朗謝領導的魁人政團贏得32個席位，與上次選舉持平。
魁人政團於2023年5月的黨大會舉行黨魁信任投票，布朗謝贏得97%的選票。

## 選舉歷史
| 年度 | 選舉屆數               | 選區              | 所屬政黨   | 得票數 | 得票率 | 當選標記 | 備註 |
| ---- | ---------------------- | ----------------- | ---------- | ------ | ------ | -------- | ---- |
| 2008 | 2008年魁北克省大選     | 德拉蒙選區        | 魁北克人黨 | 11,480 | 34.40% |          |      |
| 2012 | 2012年魁北克省大選     | 德拉蒙選區        | 魁北克人黨 | 15,007 | 36.16% |          |      |
| 2014 | 2014年魁北克省大選     | 約翰遜選區        | 魁北克人黨 | 11,768 | 31.16% |          |      |
| 2019 | 第四十三屆國會議員選舉 | 貝勒伊—尚布利選區 | 魁人政團   | 35,068 | 50.50% |          |      |
| 2021 | 第四十四屆國會議員選舉 | 貝勒伊—尚布利選區 | 魁人政團   | 34,678 | 53.10% |          |      |
| 2025 | 第四十五屆國會議員選舉 | 貝勒伊—尚布利選區 | 魁人政團   | 32,844 | 48.26% |          |      |

## 外部連結
- 维基共享资源上的相關多媒體資源：伊夫-弗朗索瓦·布朗谢